# مروا (خواننده)
مروا قرانوح (عربی: مروي قرانوح؛ زاده ۱۵ ژوئیهٔ ۱۹۷۴) مشهور به ‌مروا یک خواننده اهل لبنان است.